# 에너지소비효율등급
에너지소비효율등급이란 1부터 5까지의 등급에 따라 가전제품의 에너지 사용량이나 에너지 소비효율을 구분해 표시한 것이다. 이것은 한국에너지공단의 에너지소비효율등급 표시제도에 따른다. 에너지절약형 제품의 보급 확대를 위하여 국내 제조업자(국산 제품)와 국내 수입업자(수입제품)에게 에너지소비효율등급라벨 등의 표시와 제품신고, 최저소비효율기준 적용이라는 3가지 의무를 부여한다. 에너지소비효율등급표시제도 대상품목의 제조 및 수입업자는 반드시 고시된 기술기준과 측정방법에 따라 효율관리시험기관 등에서 제품을 시험한 후, 그 결과에 따라 90일 이내에 제품을 신고하여야 한다. 에너지를 사용하는 기기의 효율성과 고효율제품의 보급확대를 위하여 산업통상자원부와 한국에너지공단이 추진 하고 있는 프로그램으로, 3대 프로그램으로 이뤄져있다. (에너지소비효율등급표시제도, 고효율에너지기자재인증제도, 대기전력저감프로그램) 에너지효율등급표시를 보편화된 제품들 중 상당량 에너지를 소비하는 것을 대상으로 표시를 의무화하여 고효율 제품의 생산 기술 개발을 촉진하고, 소비자의 원천적 에너지 절약 제품 구매를 유도하는 제도이다. 
에너지소비효율등급의 라벨에는 아래와 같은 정보를 담는다.
- 효율등급 (1~5등급)
- 소비전력량
- 이산화탄소 배출량
- 세부 제품정보
- 연간 에너지비용
- 법적 근거 및 시행일

참고로 전기난로 같은 온열기구, 변압기등 일부 특수한 기기는 효율 등급이 표시되지 않는다. 전기저항을 이용하는 전열기구의 경우 소비전력의 거의 전부가 열로 전환되기 때문에 효율측정이 되지 않는다. 히트펌프의 경우 효율표시가 들어간다.

## 역사

### 1992년 9월 1일
에너지소비효율등급 표시제도 시작. 등급의 높음부터 낮음까지 5단계로 표시. 

### 2008년 1월 1일
종전 4종류의 라벨 종류를 2종류로 단순화, 효율등급에 따라 색상 구분. 1등급 : 녹색, 2등급 : 연두색, 3등급 : 노랑색, 4등급 : 주황색, 5등급 : 빨강색 

### 2009년 7월 1일
세계 최초로 가전제품에 등급과 이산화탄소 배출량을 의무적으로 표시하게 함.

### 2010년 7월 1일
연간 에너지비용 표시를 의무화해 소비자가 자발적으로 에너지 절약 제품을 선택할 수 있도록 함. 이로써 가계비 절감용 제품선택이 가능하게 됨.

### 2016년 7월 1일
소비자가 관심있는 에너지 정보를 부각시키는데 중점을 둠. 에너지비용에 대한 표기를 누구나 쉽게 인식할 수 있도록 크기가 7㎝×7㎝’에서 ‘7㎝×9.5㎝’로 대폭 확대, 라벨의 모양이 종전 원형에서 반원&직사각형으로 변경.

## 효율관리 대상 제품
1. 전기매트
2. 전기냉장고
3. 김치냉장고
4. 전기냉방기
5. 전기세탁기
6. 전기냉온수기
7. 전기밥솥
8. 전기진공청소기
9. 선풍기
10. 공기청정기
11. 백열전구(2014년에 생산, 수입이 완전 금지되었다.)
12. 형광램프
13. 안정기내장형 램프
14. 삼상유도전동기
15. 가정용가스보일러
16. 어댑터 충전기
17. 전기냉난방기
18. 상업용전기냉장고
19. 가스온수기
20. 변압기
21. 창세트
22. 텔레비전수상기
23. 전기온풍기
24. 전기스토브
25. 멀티전기히트 펌프 시스템
26. 제습기
27. 전기레인지
28. 셋톱박스
29. 컨버터 내장형 LED 램프
30. 컨버터 외장형 LED 램프

## 기준
에너지소비효율등급 표시제도의 대상 품목별로 정부가 정한 효율관리기자재 소비효율 측정방법과 최저 소비효율등급 부여기준에 따라 에너지소비효율의 측정방법이 모두 다르다. 기본적으로 해당 모델의 월소비전력량(kWh/월)을 최대소비전력량(kWh/월)으로 나눠 소비효율등급부여지표를 구하게 된다. 
제품이 1등급에 가까울수록 에너지절약형이며, 5등급 대비 약 30~40%의 에너지를 절감할 수 있다. 기존 50%대의 1등급 비율을 효율등급 기준 강화에 따라 10%내외로 축소하여 기존 2등급의 효율이 나온 제품이 3등급의 수준으로 변경되었다. 에너지소비효율기준을 통해 제품성능 경쟁을 가속화하고, 서민들의 전기요금 부담을 줄이기 위함이다..

## 비판의 목소리
에너지소비효율등급이 매겨지는 등급에 명확한 기준이 없어 개선이 필요하다는 지적이 나온다. 고효율 등급 비율이 제품별로 제각각이라 형평성에 어긋난다는 것이다. 대표적으로 공기청정기 같은 경우 2019년 12월 말 기준 1등급 비율이 15% 정도지만, 냉장고는 전체 제품의 26%가 1등급으로 책정됐다. 이렇다 보니 고효율 제품이 많지 않은 전자제품의 경우 특정 브랜드에 혜택을 줄 수 있다는 비판의 목소리가 높은 것이다. 그러나 제조사들의 기술력이 평준화된 상황에서 제품에 등급을 매기는 것이 쉽지 않아, 정부도 마땅한 해법을 내놓지 못하는 상황이다. 그리고 에너지소비효율등급 표시 대상이 컴퓨터 본체나 서버, 모니터, 철도차량은 사각지대에 놓여있어 더더욱 비판의 대상이 된다.

## 전력 소비량과의 관계
에너지소비효율등급 1등급을 받았다고 해서 다 똑같은 것이 아니다. 제품의 소비전력을 살펴보는 것이 더 중요하다. 냉난방기 사용 급증으로 전기요금에 대한 걱정이 높아지는 여름과 겨울이 되면 에너지효율 등급에 대한 관심도 함께 높아지곤 한다. 지난 여름 출시된 100여종의 에어컨 중 1등급 에어컨이 한 대도 없었다는 언론 보도 후, 에너지효율 등급을 둘러싼 혼란이 생기기도 하였다. 1등급 에어컨이 사라진 정확한 이유는 신상 에어컨의 성능 저하로 효율등급이 낮아진 것이 아니라, 그동안 에어컨효율 측정값이 왜곡되는 현상을 개선했기 때문이다. 또한, 냉장고의 경우 전원을 계속 켜 둬야 하고 일정 온도를 유지해야 한다는 점 때문에 가전제품 중 소비 전력이 큰 편에 속한다. 5등급 제품을 사용하다가 1등급 제품으로 바꿀 경우 30~45%의 전기를 절약할 수 있고 연간 3만 5000원 가량의 전기요금을 아낄 수 있다.

## 효율등급을 간편하게 측정, 검증하는 방법
에너지소비효율을 측정해 에너지를 얼마나 효과적으로 사용하는지 보다 쉽고 직관적으로 알 수 있게 하는 플랫폼이 있다. 제이앤디전자가 개발한 재규어IoT 보관됨 2020-09-19 - 웨이백 머신가 그것이다. 이 플랫폼은 앱스토어에서 다운받아 설치 할 수 있고, 웹과 모바일에서 반응형으로 쉽게 실시간 확인이 가능하다. 전류센서(CT) 및 데이터로거와 웹서버가 내장된 다채널 전력미터를 기반으로 사물인터넷(IoT)과 결합한 형태이다. 하드웨어적 기능으로는 64레지스터 데이터 베이스로 설계되어, 데이터는 매초단위로 메모리에 저장되며 최대 10년의 데이터 저장이 가능하다.

## 기대효과
에너지소비효율을 지속적으로 향상시켜 에너지 비용 절감효과를 통해 녹색성장에 중추적인 역할을 할 수 있게 된다. 효율관리제도는 소비자에게 에너지 효율성능에 대한 올바른 정보를 제공하여 고효율제품을 구매하도록 유도하는 한편 ,업체의 에너지효율 향상 기술개발을 촉진하여 고효율기기로의 시장전환을 가능하게 하고, 상당한 에너지절약과 온실가스 감축 효과를 가져다 준다. 특히 국제에너지기구(IEA)가 발표한 자료에 따르면 2050년 기준으로 온실가스 감축을 위한 정책수단에서 기기 설비부문 에너지 절약은 36%로 가장 중요한 비중을 차지한다. 이처럼 효율관리제도를 통하여 에너지절약형 제품을 많이 보급함으로써 원천적인 에너지 효율 상향을 기하는 것이 가장 유용한 온실가스 감축 방법이다.